# Triochbałtajewo
Triochbałtajewo (ros. Трёхбалтаево) – wieś (sieło) w Rosji, w Czuwaszji, w rejonie szemurszyńskim. W 2010 liczyła 1376 mieszkańców.